# Sandefjord Fotball 2019
Questa voce raccoglie le informazioni riguardanti il Sandefjord Fotball nelle competizioni ufficiali della stagione 2019.

## Stagione
A seguito della retrocessione arrivata al termine del campionato 2018, il Sandefjord si è ritrovato a dover affrontare la 1. divisjon, sotto la guida dell'allenatore Martí Cifuentes. La squadra ha chiuso la stagione al 2º posto, guadagnandosi pertanto la promozione in Eliteserien. L'avventura nel Norgesmesterskapet si è conclusa invece al terzo turno, con l'eliminazione subita per mano dell'Odd.
Anton Kralj è stato il calciatore più utilizzato in stagione, a quota 32 presenze tra campionato e coppa. Pontus Engblom è stato invece il miglior marcatore, con le sue 19 realizzazioni.

## Rosa
| N. |                      | Ruolo | Calciatore                 |
| -- | -------------------- | ----- | -------------------------- |
| 1  | Norvegia (bandiera)  | P     | Jacob Storevik             |
| 2  | Norvegia (bandiera)  | D     | Lars Grorud                |
| 3  | Norvegia (bandiera)  | D     | Sander Moen Foss           |
| 4  | Norvegia (bandiera)  | D     | Christer Reppesgård Hansen |
| 5  | Spagna (bandiera)    | D     | Enric Vallés               |
| 6  | Norvegia (bandiera)  | A     | Mohamed Ofkir              |
| 7  | Islanda (bandiera)   | C     | Emil Pálsson               |
| 8  | Norvegia (bandiera)  | C     | Erik Mjelde                |
| 9  | Norvegia (bandiera)  | C     | Håvard Storbæk             |
| 10 | Spagna (bandiera)    | A     | Rufo                       |
| 11 | Norvegia (bandiera)  | A     | Tobias Svendsen            |
| 12 | Finlandia (bandiera) | P     | Walter Viitala             |
| 13 | Norvegia (bandiera)  | D     | Marius Høibråten           |
| 14 | Norvegia (bandiera)  | C     | Stefan Mladenović          |
| 15 | Svezia (bandiera)    | A     | Pontus Engblom             |

| N. |                     | Ruolo | Calciatore                   |
| -- | ------------------- | ----- | ---------------------------- |
| 16 | Norvegia (bandiera) | C     | Sander Mørk                  |
| 17 | Andorra (bandiera)  | D     | Marc Vales                   |
| 18 | Svezia (bandiera)   | C     | William Kurtović             |
| 19 | Norvegia (bandiera) | D     | Brice Wembangomo             |
| 20 | Norvegia (bandiera) | A     | George Gibson                |
| 21 | Svezia (bandiera)   | D     | Anton Kralj                  |
| 23 | Islanda (bandiera)  | D     | Viðar Ari Jónsson            |
| 24 | Spagna (bandiera)   | C     | Tito                         |
| 26 | Norvegia (bandiera) | C     | Christoffer Sandnes Andersen |
| 28 | Norvegia (bandiera) | D     | Lars Markmanrud              |
| 29 | Norvegia (bandiera) | D     | Jørgen Kili Fjeldskår        |
| 31 | Norvegia (bandiera) | C     | Dwett Akoi                   |
| 36 | Norvegia (bandiera) | C     | Martin Andersen              |
| 98 | Norvegia (bandiera) | C     | Henrik Falchener             |
| 99 | Norvegia (bandiera) | C     | Jesper Granlund              |

## Calciomercato

### Sessione invernale(dal 09/01 al 01/04)
| Arrivi           | Arrivi              | Arrivi      | Arrivi        |
| R.               | Nome                | da          | Modalità      |
| ---------------- | ------------------- | ----------- | ------------- |
| P                | Walter Viitala      |             | svincolato    |
| D                | Viðar Ari Jónsson   | Brann       | definitivo    |
| D                | Anton Kralj         |             | svincolato    |
| D                | Brice Wembangomo    | Jerv        | definitivo    |
| C                | Stefan Mladenović   |             | svincolato    |
| C                | Tito                |             | svincolato    |
| A                | Tobias Svendsen     | Molde       | prestito      |
| Altre operazioni |                     |             |               |
| R.               | Nome                | da          | Modalità      |
| D                | Alf Aslesen         | Fram Larvik | fine prestito |
| C                | Sabawon Shamohammad | Fram Larvik | fine prestito |
| A                | Håkon Lorentzen     | Åsane       | fine prestito |

| Partenze | Partenze            | Partenze     | Partenze      |
| R.       | Nome                | a            | Modalità      |
| -------- | ------------------- | ------------ | ------------- |
| D        | Alf Aslesen         | Tønsberg     | definitivo    |
| D        | Victor Demba Bindia |              | svincolato    |
| D        | El-Hadji Gana Kane  |              | svincolato    |
| D        | Stian Ringstad      | Strømsgodset | fine prestito |
| C        | Ole Breistøl        | Fram Larvik  | prestito      |
| C        | Sabawon Shamohammad | Flint        | definitivo    |
| A        | Fitim Azemi         | Vålerenga    | fine prestito |
| A        | Jakob Dunsby        | HIFK         | prestito      |
| A        | Håkon Lorentzen     |              | svincolato    |
| A        | Pau Morer           |              | svincolato    |

### Tra le due sessioni
| Arrivi | Arrivi | Arrivi | Arrivi   |
| R.     | Nome   | da     | Modalità |
| ------ | ------ | ------ | -------- |

| Partenze | Partenze        | Partenze | Partenze      |
| R.       | Nome            | a        | Modalità      |
| -------- | --------------- | -------- | ------------- |
| A        | Tobias Svendsen | Molde    | fine prestito |

### Sessione estiva(dal 01/08 al 31/08)
| Arrivi | Arrivi | Arrivi | Arrivi   |
| R.     | Nome   | da     | Modalità |
| ------ | ------ | ------ | -------- |

| Partenze | Partenze                   | Partenze    | Partenze   |
| R.       | Nome                       | a           | Modalità   |
| -------- | -------------------------- | ----------- | ---------- |
| D        | Christer Reppesgård Hansen | Sandnes Ulf | definitivo |
| C        | Sander Mørk                | Fram Larvik | prestito   |

## Risultati

### 1. divisjon

#### Girone di andata
| Arbitro: | Moen |

|          |           |  |
| Tito 90’ | Marcatori |  |

| Arbitro: | Tennøy |

|  |           |                  |
|  | Marcatori | 42’, 63’ Engblom |

| Arbitro: | Hauge |

|              |           |                 |
| Kurtović 81’ | Marcatori | 66’ Orry Larsen |

| Arbitro: | Medic |

|                                            |           |                                   |
| Lysvoll 26’ Kristoffersen 37’ Andersen 87’ | Marcatori | 2’ Storbæk 32’ Vallés 45’ Engblom |

| Arbitro: | Amland |

|                               |           |                               |
| Bringaker 53’ Sigurðarson 60’ | Marcatori | 49’ (aut.) Lowe 90’ Høibråten |

| Arbitro: | Sinnes |

|                         |           |             |
| Engblom 66’ (rig.), 90’ | Marcatori | 67’ Mehnert |

| Arbitro: | Moen |

|                       |           |                                         |
| Kachi 43’ Eriksen 81’ | Marcatori | 3’ Kurtović 6’, 75’ Engblom 86’ Storbæk |

| Arbitro: | Tennøy |

|             |           |  |
| Engblom 83’ | Marcatori |  |

| Arbitro: | Higraff |

|                               |           |                              |
| Gussiås 30’ Østigård Ness 41’ | Marcatori | 33’, 76’ Storbæk 69’ Jónsson |

| Arbitro: | Saggi (Drammen) |

|  |           |                                 |
|  | Marcatori | 29’ Antonijevic 68’, 77’ Haugen |

| Arbitro: | Røvig Sletner |

|  |           |                      |
|  | Marcatori | 31’ Rufo 87’ Storbæk |

| Arbitro: | Aslam |

|                      |           |                              |
| Engblom 8’, 78’, 90’ | Marcatori | 37’ (rig.) Økland 60’ Langås |

| Arbitro: | Følstad Skarsem (Trondheim) |

|  |           |                            |
|  | Marcatori | 5’ (rig.) Engblom 30’ Rufo |

| Arbitro: | Hobber Nilsen (Oslo) |

|             |           |  |
| Engblom 79’ | Marcatori |  |

| Arbitro: | Bodding |

|                          |           |  |
| Bolkan Nordli 43’ (rig.) | Marcatori |  |

#### Girone di ritorno
| Arbitro: | Hauge |

|             |           |  |
| Engblom 79’ | Marcatori |  |

| Sandefjord 9 agosto 2019, ore 19:00 17ª giornata | Sandefjord | 0 – 0 referto | Start | Release Arena (5.174 spett.)\| Arbitro: \| Amland \| |
| Arbitro:                                         | Amland     |               |       |                                                      |

| Arbitro: | Tennøy |

|                             |           |                                 |
| Buduson 28’ Nunez Godoy 47’ | Marcatori | 42’ Høibråten 83’ (rig.) Mjelde |

| Arbitro: | Sinnes |

|           |           |  |
| Kralj 54’ | Marcatori |  |

| Arbitro: | Moen |

|              |           |          |
| Hestetun 51’ | Marcatori | 69’ Rufo |

| Arbitro: | Røvig Sletner |

|                                 |           |              |
| Tito 37’ Engblom 39’ Vallés 65’ | Marcatori | 80’ Akinyemi |

| Arbitro: | Lien |

|                     |           |          |
| K. Hoven 38’ (rig.) | Marcatori | 71’ Rufo |

| Arbitro: | Medic |

|                       |           |  |
| Ofkir 10’ Engblom 23’ | Marcatori |  |

| Arbitro: | Higraff |

|                              |           |                             |
| Sortevik 25’, 83’ Hammer 81’ | Marcatori | 30’ Grorud 39’, 72’ Storbæk |

| Arbitro: | Aslam |

|                        |           |  |
| Engblom 69’ Gibson 90’ | Marcatori |  |

| Arbitro: | Hansen Grøtta |

|                             |           |                                  |
| Tangen Vinjor 21’ Güven 50’ | Marcatori | 10’ Ofkir 13’ Engblom 61’ Vallès |

| Arbitro: | Hauge |

|                                            |           |  |
| Høibråten 56’ Holmen 64’ (aut.) Vallés 81’ | Marcatori |  |

| Arbitro: | Sinnes |

|  |           |                        |
|  | Marcatori | 54’ Mjelde 68’ Engblom |

| Arbitro: | Følstad Skarsem (Trondheim) |

|          |           |  |
| Rufo 54’ | Marcatori |  |

| Arbitro: | Moen |

|                               |           |              |
| Agdestein 24’, 79’ Castro 68’ | Marcatori | 21’ Kurtović |

### Norgesmesterskapet
| Arbitro: | Leiulfsrud Aass |

|  |           |                      |
|  | Marcatori | 4’ Ofkir 83’ Jónsson |

| Arbitro: | Håversen |

|                   |           |                          |
| Hoel Andersen 90’ | Marcatori | 89’ Ofkir 90’ Mladenović |

| Arbitro: | Døvle (Larvik) |

|                                |                      |                                  |
| Grorud 38’                     | Marcatori            | 90’ Ruud                         |
| Vallés Mjelde Kurtović Engblom | Tiri di rigore 1 – 3 | Ruud Lauritsen Børven Nordkvelle |

## Statistiche

### Statistiche di squadra
| Competizione       | Punti | In casa | In casa | In casa | In casa | In casa | In casa | In trasferta | In trasferta | In trasferta | In trasferta | In trasferta | In trasferta | Totale | Totale | Totale | Totale | Totale | Totale | DR  |
| Competizione       | Punti | G       | V       | N       | P       | Gf      | Gs      | G            | V            | N            | P            | Gf           | Gs           | G      | V      | N      | P      | Gf     | Gs     | DR  |
| ------------------ | ----- | ------- | ------- | ------- | ------- | ------- | ------- | ------------ | ------------ | ------------ | ------------ | ------------ | ------------ | ------ | ------ | ------ | ------ | ------ | ------ | --- |
| 1. divisjon        | 65    | 15      | 12      | 2       | 1       | 22      | 8       | 15           | 7            | 6            | 2            | 31           | 22           | 30     | 19     | 8      | 3      | 53     | 30     | +23 |
| Norgesmesterskapet | -     | 1       | 0       | 1       | 0       | 1       | 1       | 2            | 2            | 0            | 0            | 4            | 1            | 3      | 2      | 1      | 0      | 5      | 2      | +3  |
| Totale             | -     | 16      | 12      | 3       | 1       | 23      | 9       | 17           | 9            | 6            | 2            | 35           | 23           | 33     | 21     | 9      | 3      | 58     | 32     | +26 |

### Andamento in campionato
| Giornata  | 1 | 2 | 3 | 4 | 5 | 6 | 7 | 8 | 9 | 10 | 11 | 12 | 13 | 14 | 15 | 16 | 17 | 18 | 19 | 20 | 21 | 22 | 23 | 24 | 25 | 26 | 27 | 28 | 29 | 30 |
| --------- | - | - | - | - | - | - | - | - | - | -- | -- | -- | -- | -- | -- | -- | -- | -- | -- | -- | -- | -- | -- | -- | -- | -- | -- | -- | -- | -- |
| Luogo     | C | T | C | T | T | C | T | C | T | C  | T  | C  | T  | C  | T  | C  | C  | T  | C  | T  | C  | T  | C  | T  | C  | T  | C  | T  | C  | T  |
| Risultato | V | V | N | N | N | V | V | V | V | P  | V  | V  | V  | V  | P  | V  | N  | N  | V  | N  | V  | N  | V  | N  | V  | V  | V  | V  | V  | P  |
| Posizione | 3 | 1 | 2 | 3 | 3 | 2 | 2 | 2 | 2 | 3  | 2  | 2  | 2  | 2  | 2  | 2  | 2  | 3  | 2  | 3  | 3  | 3  | 3  | 2  | 2  | 2  | 2  | 2  | 2  | 2  |

Fonte:  OBOS-ligaen 2019, su altomfotball.no, Altomfotball.
Legenda:

Luogo: C = Casa; T = Trasferta. Risultato: V = Vittoria; N = Pareggio; P = Sconfitta.

### Statistiche dei giocatori
| Giocatore            | 1. divisjon | 1. divisjon | 1. divisjon | 1. divisjon | Norgesmesterskapet | Norgesmesterskapet | Norgesmesterskapet | Norgesmesterskapet | Coppe europee | Coppe europee | Coppe europee | Coppe europee | Altre coppe | Altre coppe | Altre coppe | Altre coppe | Totale   | Totale | Totale      | Totale     |
| Giocatore            | Presenze    | Reti        | Ammonizioni | Espulsioni  | Presenze           | Reti               | Ammonizioni        | Espulsioni         | Presenze      | Reti          | Ammonizioni   | Espulsioni    | Presenze    | Reti        | Ammonizioni | Espulsioni  | Presenze | Reti   | Ammonizioni | Espulsioni |
| -------------------- | ----------- | ----------- | ----------- | ----------- | ------------------ | ------------------ | ------------------ | ------------------ | ------------- | ------------- | ------------- | ------------- | ----------- | ----------- | ----------- | ----------- | -------- | ------ | ----------- | ---------- |
| D. Akoi              | 0           | 0           | 0           | 0           | 0                  | 0                  | 0                  | 0                  |               |               |               |               |             |             |             |             | 0        | 0      | 0           | 0          |
| M. Andersen          | 1           | 0           | 0           | 0           | 1                  | 0                  | 0                  | 0                  |               |               |               |               |             |             |             |             | 2        | 0      | 0           | 0          |
| P. Engblom           | 27          | 19          | 3           | 0           | 2                  | 0                  | 0                  | 0                  |               |               |               |               |             |             |             |             | 29       | 19     | 3           | 0          |
| H. Falchener         | 0           | 0           | 0           | 0           | 0                  | 0                  | 0                  | 0                  |               |               |               |               |             |             |             |             | 0        | 0      | 0           | 0          |
| G. Gibson            | 7           | 1           | 2           | 0           | 1                  | 0                  | 0                  | 0                  |               |               |               |               |             |             |             |             | 8        | 1      | 2           | 0          |
| J. Granlund          | 0           | 0           | 0           | 0           | 0                  | 0                  | 0                  | 0                  |               |               |               |               |             |             |             |             | 0        | 0      | 0           | 0          |
| L. Grorud            | 25          | 1           | 3           | 0           | 2                  | 1                  | 0                  | 0                  |               |               |               |               |             |             |             |             | 27       | 2      | 3           | 0          |
| M. Høibråten         | 27          | 3           | 5           | 0           | 2                  | 0                  | 0                  | 0                  |               |               |               |               |             |             |             |             | 29       | 3      | 5           | 0          |
| J. Kili Fjeldskår    | 0           | 0           | 0           | 0           | 0                  | 0                  | 0                  | 0                  |               |               |               |               |             |             |             |             | 0        | 0      | 0           | 0          |
| V. Jónsson           | 25          | 1           | 6           | 0           | 3                  | 1                  | 0                  | 0                  |               |               |               |               |             |             |             |             | 28       | 2      | 6           | 0          |
| A. Kralj             | 29          | 1           | 3           | 0           | 3                  | 0                  | 0                  | 0                  |               |               |               |               |             |             |             |             | 32       | 1      | 3           | 0          |
| W. Kurtović          | 26          | 3           | 2           | 0           | 3                  | 0                  | 1                  | 0                  |               |               |               |               |             |             |             |             | 29       | 3      | 3           | 0          |
| L. Markmanrud        | 0           | 0           | 0           | 0           | 0                  | 0                  | 0                  | 0                  |               |               |               |               |             |             |             |             | 0        | 0      | 0           | 0          |
| E. Mjelde            | 22          | 2           | 2           | 0           | 3                  | 0                  | 0                  | 0                  |               |               |               |               |             |             |             |             | 25       | 2      | 2           | 0          |
| S. Mladenović        | 20          | 0           | 0           | 0           | 3                  | 1                  | 0                  | 0                  |               |               |               |               |             |             |             |             | 23       | 1      | 0           | 0          |
| S. Moen Foss         | 3           | 0           | 0           | 0           | 1                  | 0                  | 0                  | 0                  |               |               |               |               |             |             |             |             | 4        | 0      | 0           | 0          |
| S. Mørk              | 0           | 0           | 0           | 0           | 1                  | 0                  | 0                  | 0                  |               |               |               |               |             |             |             |             | 1        | 0      | 0           | 0          |
| M. Ofkir             | 28          | 2           | 1           | 0           | 3                  | 2                  | 0                  | 0                  |               |               |               |               |             |             |             |             | 31       | 4      | 1           | 0          |
| E. Pálsson           | 7           | 0           | 0           | 0           | 0                  | 0                  | 0                  | 0                  |               |               |               |               |             |             |             |             | 7        | 0      | 0           | 0          |
| C. Reppesgård Hansen | 3           | 0           | 0           | 0           | 1                  | 0                  | 0                  | 0                  |               |               |               |               |             |             |             |             | 4        | 0      | 0           | 0          |
| Rufo                 | 24          | 5           | 4           | 0           | 2                  | 0                  | 0                  | 0                  |               |               |               |               |             |             |             |             | 26       | 5      | 4           | 0          |
| C. Sandnes Andersen  | 0           | 0           | 0           | 0           | 0                  | 0                  | 0                  | 0                  |               |               |               |               |             |             |             |             | 0        | 0      | 0           | 0          |
| H. Storbæk           | 26          | 7           | 3           | 0           | 3                  | 0                  | 0                  | 0                  |               |               |               |               |             |             |             |             | 29       | 7      | 3           | 0          |
| J. Storevik          | 17          | -14         | 0           | 0           | 3                  | -2                 | 0                  | 0                  |               |               |               |               |             |             |             |             | 20       | -16    | 0           | 0          |
| T. Svendsen          | 6           | 0           | 0           | 0           | 0                  | 0                  | 0                  | 0                  |               |               |               |               |             |             |             |             | 6        | 0      | 0           | 0          |
| Tito                 | 26          | 2           | 3           | 0           | 0                  | 0                  | 0                  | 0                  |               |               |               |               |             |             |             |             | 26       | 2      | 3           | 0          |
| M. Vales             | 12          | 0           | 0           | 0           | 2                  | 0                  | 0                  | 0                  |               |               |               |               |             |             |             |             | 14       | 0      | 0           | 0          |
| E. Vallés            | 28          | 4           | 2           | 0           | 1                  | 0                  | 0                  | 0                  |               |               |               |               |             |             |             |             | 29       | 4      | 2           | 0          |
| W. Viitala           | 13          | -16         | 1           | 0           | 0                  | 0                  | 0                  | 0                  |               |               |               |               |             |             |             |             | 13       | -16    | 1           | 0          |
| B. Wembangomo        | 17          | 0           | 2           | 0           | 2                  | 0                  | 1                  | 0                  |               |               |               |               |             |             |             |             | 19       | 0      | 3           | 0          |